# دلمبر ۱۳۹۶۲
سیارک ۱۳۹۶۲ (به انگلیسی: 13962 Delambre، نامگذاری:1991PO4) سیزده هزار و نهصد و شصت و دومین سیارک کشف شده‌است که در ۳ اوت ۱۹۹۱ کشف شد.
قدر مطلق سیارک برابر ۳۳.۸ است.